# Mauler
Mauler est un super-vilain appartenant à l'univers de Marvel Comics. Il est apparu pour la première fois dans Daredevil #167, en novembre 1980 et il a été créé par David Michelinie et Frank Miller. Trois personnages utiliseront cette identité. Le troisième Mauler est apparu pour la première fois dans Iron Man #156 en mars 1982.

## Biographie

### Aaron Soames
Le vieil Aaron Soames avait passé 35 ans de sa vie en tant qu'archiviste de la société Cord. Quand il fit valoir ses droits à la retraite, il s'aperçut que l'un de ses supérieurs avait effacé les données le concernant; Edwin Cord refusa de payer sa pension. Le recours en justice fut infructueux et Soames décida de se venger en volant la combinaison MAULER (Mobile Armored Utility Laser-guided E-beam, Revised), une armure développée par CordCo. pour le gouvernement.
Lors d'une fête d'entreprise, Soames tenta de tuer Edwin Cord. Il en fut empêché par Daredevil et s'enfuit.
La même nuit, il attaqua l'usine CordCo. Malgré la présence de Daredevil, il se vengea en brûlant les documents d'Edwin mais il fut tué par des gardes.

### Turk Barrett
Le criminel Turk Barrett vole l'armure et il essaie de tuer Daredevil. Il est facilement vaincu par ce dernier et il est envoyé en prison.

### Brendan Doyle
Le mercenaire Brendan Doyle vole l'armure qui était sous la garde de Stark International. Il va affronter Spider-Man et Wonder Man. Par la suite, il affronte Iron Man durant la saga de l''Armor Wars et il perd son armure. Plus tard, il récupère l'armure et affronte la Division Alpha. Il fait une apparition durant la saga Civil War.
Plus tard, Brendan Doyle est recruté par Le Mandarin et Ezekiel Stane pour affronter Iron Man.

## Habiletés et pouvoirs
- L'armure Mauler est faite en métal moléculaire. Elle protège des impacts physiques, des attaques énergétiques, de l'électricité, du feu et du froid.
- Un laser à 600 W est monté sur l'avant-bras droit, permettant de trancher un alliage d'acier en quelques secondes.
- Une autre arme est aussi montée sur l'avant-bras droit. Il s'agit d'un rayon à particule de 400 W qui émet des pulsations.
- Le gantelet gauche est équipé d'un taser électrique agissant au contact.
- Des turbines placées dans les bottes permettent à l'utilisateur de voler à grande vitesse (Mach 1,6), jusqu'à une altitude maximale de 2400 mètres.
- Un support de vie interne peut maintenir son utilisateur sain et sauf dans un environnement hostile pendant 3 jours (milieu aquatique ou spatial, mais dans ces cas-là, le vol n'est pas permis).

## Apparition dans d'autres médias
- Le jeu vidéo Iron Man 2 version PlayStation Portable et Nintendo Wii. La voix du personnage est jouée par Steven Blum.